# Banna (Filipijnen)
Banna is een gemeente in de Filipijnse provincie Ilocos Norte op het eiland Luzon. Bij de laatste census in 2010 telde de gemeente ruim 19 duizend inwoners.

## Geografie

### Bestuurlijke indeling
Banna is onderverdeeld in de volgende 20 barangays:
| - Balioeg - Bangsar - Barbarangay - Binacag - Bomitog - Bugasi - Caestebanan - Caribquib - Catagtaguen - Crispina | - Hilario - Imelda - Lorenzo - Macayepyep - Marcos - Nagpatayan - Sinamar - Tabtabagan - Valdez - Valenciano |

## Demografie
Banna had bij de census van 2010 een inwoneraantal van 19.051 mensen. Dit waren 890 mensen (4,9%) meer dan bij de vorige census van 2007. Ten opzichte van de census van 2000 was het aantal inwoners gegroeid met 2.347 mensen (14,2%). De gemiddelde jaarlijkse groei in die periode kwam daarmee uit op 1,32%, hetgeen lager was dan het landelijk jaarlijks gemiddelde over deze periode (1,90%).

De bevolkingsdichtheid van Banna was ten tijde van de laatste census, met 19.051 inwoners op 92,73 km², 205,4 mensen per km².